# Folkomröstningen om EU-medlemskap i Finland 1994

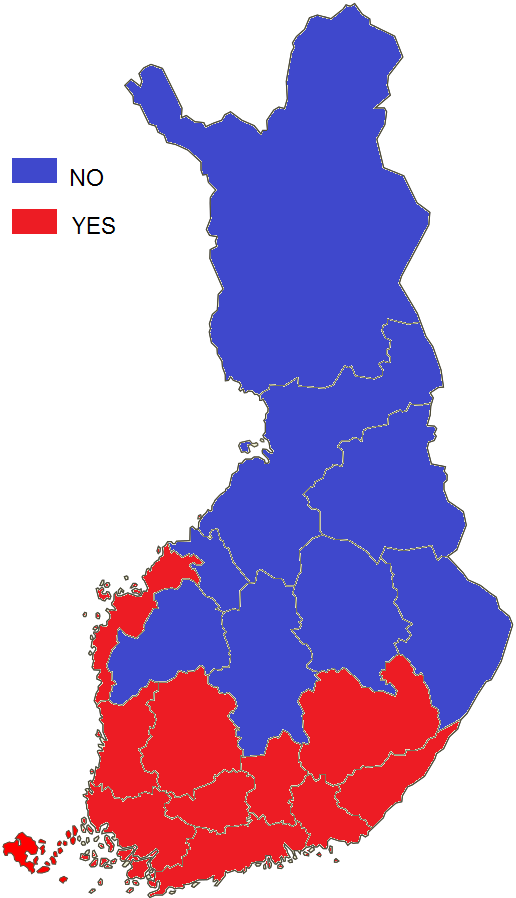
Resultatet i folkomröstningen om EU-medlemskap 1994.
Nej
Ja

Den 16 oktober 1994 genomfördes en rådgivande folkomröstning om EU-medlemskap i Finland. 56,9 procent röstade för att Finland skulle gå med i unionen. Valdeltagandet uppgick till 74 procent. Riksdagen fattade det slutliga beslutet och Finland gick med i Europeiska unionen den 1 januari 1995.
I folkomröstningen den 16 oktober röstade 51,9 procent av ålänningarna för att Finland skulle ansluta sig till EU. På Åland behövdes en andra separat folkomröstning om medlemskap, efter att det stod klart att både Finland och Sverige skulle gå med i unionen. Den 20 november 1994 röstade 73,6 procent för att Åland skulle gå med i EU. Åland har ändå en särställning i EU och står till exempel utanför skatteunionen. Särställningen fastställs i Ålandsprotokollet som är en del av Finlands anslutningsfördrag.

## Bakgrund
Finland hade varit medlem i Europeiska frihandelsorganisationen (Efta) sedan 1961, som associerad medlem genom ett så kallat Finn-Efta-avtal. År 1973 ingick Finland ett frihandelsavtal med Europeiska ekonomiska gemenskapen (EEG) och blev fullvärdig medlem av Efta 1986. Från den 1 januari 1994 hörde Finland till det Europeiska ekonomiska samarbetsområdet (EES).
Finland började förhandla om EU-medlemskap i februari 1993, samtidigt som Sverige och Österrike. Det svåraste förhandlingsområdet för Finland var att samordna jordbrukssektorn med EU:s jordbrukspolitik.
De som talade för att Finland skulle gå med i EU hänvisade till säkerhetsfrågor och ekonomisk nytta. EU-medlemskapet skulle ge finländska företag rätt att verka i den inre marknaden och samtidigt möjliggöra en stabil ekonomisk utveckling. Som EU-medlem skulle Finland dessutom få möjlighet att påverka sådana beslut som i slutändan ändå inverkade på landet.
De som var emot ansåg att ett EU-medlemskap skulle begränsa Finlands rätt att bestämma över sina egna angelägenheter. Det fanns också farhågor om att medlemskapet skulle ge sämre möjligheter att idka basnäringar, främst jordbruk. Därtill var motståndarna rädda för följderna av att gränserna öppnades och för att medlemskapet skulle medföra en svagare social trygghet.

## Resultat
| Region                            | För       | För   | Emot      | Emot  | Ogiltiga | Totalt    | Röstberättigade | Valdeltagande |
| Region                            | Röster    | %     | Röster    | %     | Ogiltiga | Totalt    | Röstberättigade | Valdeltagande |
| --------------------------------- | --------- | ----- | --------- | ----- | -------- | --------- | --------------- | ------------- |
| Birkaland                         | 134,719   | 54.77 | 111,248   | 45.23 | 1,213    | 247,180   | 330,297         | 74.84         |
| Egentliga Finland                 | 140,209   | 56.62 | 107,422   | 43.38 | 1,170    | 248,801   | 330,644         | 75.25         |
| Egentliga Tavastland              | 53,125    | 56.89 | 40,258    | 43.11 | 514      | 93,897    | 126,245         | 74.38         |
| Kajanaland                        | 18,016    | 35.55 | 32,663    | 64.45 | 201      | 50,880    | 71,862          | 70.80         |
| Kymmenedalen                      | 72,173    | 66.23 | 36,807    | 33.77 | 459      | 109,439   | 150,492         | 72.72         |
| Lappland                          | 51,117    | 47.42 | 56,675    | 52.28 | 413      | 108,205   | 149,718         | 72.27         |
| Mellersta Finland                 | 66,813    | 47.56 | 73,663    | 52.44 | 586      | 141,062   | 195,490         | 72.16         |
| Mellersta Österbotten             | 17,036    | 42.75 | 22,815    | 57.25 | 174      | 40,025    | 52,361          | 76.44         |
| Norra Karelen                     | 42,919    | 47.99 | 46,516    | 52.01 | 374      | 89,809    | 134,302         | 66.87         |
| Norra Savolax                     | 65,127    | 48.21 | 69,960    | 51.79 | 501      | 135,588   | 197,171         | 68.77         |
| Norra Österbotten                 | 82,658    | 46.02 | 96,961    | 53.98 | 832      | 180,451   | 249,932         | 72.20         |
| Nyland                            | 493,811   | 70.83 | 203,333   | 29.17 | 3,117    | 700,261   | 899,718         | 77.83         |
| Päijänne-Tavastland               | 68,596    | 61.94 | 42,147    | 38.06 | 478      | 111,221   | 152,136         | 73.11         |
| Satakunta                         | 70,541    | 50.48 | 69,192    | 49.52 | 667      | 140,400   | 189,002         | 74.28         |
| Södra Karelen                     | 49,722    | 63.62 | 28,432    | 36.38 | 330      | 78,484    | 109,178         | 71.89         |
| Södra Savolax                     | 49,268    | 54.48 | 41,167    | 45.52 | 381      | 90,816    | 133,861         | 67.84         |
| Södra Österbotten                 | 43,945    | 38.94 | 68,910    | 61.06 | 417      | 113,272   | 150,585         | 75.22         |
| Åland                             | 5,885     | 51.95 | 5,444     | 48.05 | 154      | 11,483    | 18,752          | 61.24         |
| Österbotten                       | 50,318    | 50.76 | 48,817    | 49.24 | 568      | 99,703    | 129,832         | 76.79         |
| Östra Nyland                      | 30,760    | 63.46 | 17,708    | 36.54 | 240      | 48,708    | 64,545          | 75.46         |
| Utlandsröster                     | 13,968    | 63.23 | 8,123     | 36.77 | 65       | 22,156    | 206,484         | 10.73         |
| Totalt                            | 1,620,726 | 56.89 | 1,228,261 | 43.11 | 12,854   | 2,861,841 | 4,042,607       | 70.79         |
| Källa: European Election Database |           |       |           |       |          |           |                 |               |